# ステファン・パーリング
ステファン・パーリング（Stephen Palling、1967年1月29日 - ）は、アメリカ合衆国の男性総合格闘家。ハワイ州出身。ジーザス・イズ・ロード所属。
「神の拳」と称されるパンチを武器とし、かつて修斗のリングで活躍した。レスリングや柔術の経験もある。

## 来歴
2002年5月5日、修斗のメインイベントで山本"KID"徳郁と対戦。山本のタックルに合わせた右膝蹴りで額をカットさせ、TKO勝ち。
2003年8月10日、修斗世界ライト級（-65kg）チャンピオンシップでアレッシャンドリ・フランカ・ノゲイラと対戦するも、1-1の判定ドローで王座獲得に失敗した。
2004年に高谷裕之やジェンス・パルヴァーにKOで敗れ、以降はリングに上がっていない。

## 戦績
| 総合格闘技 戦績 | 総合格闘技 戦績 | 総合格闘技 戦績 | 総合格闘技 戦績 | 総合格闘技 戦績 | 総合格闘技 戦績 | 総合格闘技 戦績 |
| --------------- | --------------- | --------------- | --------------- | --------------- | --------------- | --------------- |
| 19 試合         | (T)KO           | 一本            | 判定            | その他          | 引き分け        | 無効試合        |
| 11 勝           | 4               | 4               | 3               | 0               | 1               | 0               |
| 7 敗            | 3               | 4               | 0               | 0               | 1               | 0               |

| 勝敗 | 対戦相手                             | 試合結果                           | 大会名                                                                 | 開催年月日     |
| ×    | ジェンス・パルヴァー                 | 3R 1:47 TKO（パンチ連打）          | Shooto Hawaii: Soljah Fight Night                                      | 2004年7月9日   |
| ×    | 高谷裕之                             | 1R 2:11 TKO（左ハイキック）        | 修斗                                                                   | 2004年5月3日   |
| ×    | ギルバート・メレンデス               | 2R 4:56 TKO（マウントパンチ）      | Rumble on the Rock 4                                                   | 2003年10月10日 |
| △    | アレッシャンドリ・フランカ・ノゲイラ | 5分3R終了 判定1-1                  | 修斗 世界三大チャンピオンシップ 【修斗世界ライト級チャンピオンシップ】 | 2003年8月10日  |
| ○    | マーク・ホーミニック                 | 1R 0:16 TKO（ドクターストップ）    | SuperBrawl 29                                                          | 2003年5月9日   |
| ○    | ライアン・アッカーマン               | 1R 4:11 アームロック               | Shooto Hawaii: Alpha                                                   | 2002年12月7日  |
| ○    | 井上和浩                             | 5分3R終了 判定2-1                  | Warriors Quest 7: Tap Out or Knock Out                                 | 2002年8月30日  |
| ○    | マイク・ハルトン                     | 2R 1:01 腕ひしぎ十字固め           | Warriors Quest 5: New Blood                                            | 2002年6月7日   |
| ○    | 山本"KID"徳郁                        | 1R 0:30 TKO（カット）              | 修斗 TREASURE HUNT 06                                                  | 2002年5月5日   |
| ×    | ジョン・ホーキ                       | 1R 1:29 腕ひしぎ十字固め           | World Fighting Alliance 1                                              | 2001年11月3日  |
| ○    | アントニオ・バヌエロス               | 1R 0:38 三角絞め                   | Warriors Quest 2: Battle of Champions                                  | 2001年8月1日   |
| ○    | 野中公人                             | 5分3R終了 判定3-0                  | 修斗 SHOOTO TO THE TOP                                                 | 2001年7月6日   |
| ○    | クルーズ・ゴメス                     | 5分3R終了 判定2-1                  | Warriors Quest 1: The New Beginning                                    | 2001年5月29日  |
| ×    | ディン・トーマス                     | 1R 3:52 三角絞め                   | SuperBrawl 20                                                          | 2001年2月23日  |
| ×    | アレッシャンドリ・フランカ・ノゲイラ | 2R 1:19 フロントスリーパーホールド | 修斗 R.E.A.D.                                                          | 2000年12月17日 |
| ○    | 阿部裕幸                             | 2R 2:23 TKO（右フック）            | 修斗 R.E.A.D.                                                          | 2000年9月15日  |
| ○    | エリック・ペイン                     | 3R 2:25 腕ひしぎ十字固め           | SuperBrawl 17                                                          | 2000年4月15日  |
| ×    | 五味隆典                             | 1R 3:06 スリーパーホールド         | SuperBrawl 12                                                          | 1999年6月1日   |
| ○    | ジェイ・R・パーマー                  | 1R 0:24 KO（パンチ連打）           | SuperBrawl 8                                                           | 1998年8月4日   |